# Dantes Helvede
Dantes Helvede er en italiensk stumfilm fra 1911.

## Medvirkende
- Salvatore Papa som Dante Alighieri
- Arturo Pirovano som Virgilio
- Giuseppe de Liguoro
- Augusto Milla som Lucifer
- Attilio Motta